# 歌う王冠
『歌う王冠』（うたうおうかん）は、1964年12月4日から1965年7月28日、および1966年10月7日から1969年9月30日まで日本テレビ系列局で放送されていた日本テレビ製作の歌謡番組である。
放送開始前の1964年10月30日から同年11月27日にも、直前スペシャル的な番組『きらめく王冠』が同系列局で放送されていた。

## 概要
クラウンレコード（現・日本クラウン）協賛の歌謡番組で、同社所属歌手たちが歌を披露していた。番組タイトルの「王冠」はクラウンレコードを意味する。
司会も、殆どの時期においては同社所属歌手である西郷輝彦が務めていたが、放送曜日を水曜から火曜へ変更した際に水前寺清子と赤塚不二夫のペアと交代した（水前寺も同社所属歌手である）。番組もそれに合わせて『歌う王冠 チータとバカボン』と改題したが、赤塚が途中降板してからは『チータ 歌う王冠』になり、以後は水前寺が単独で司会を務めていた。
収録は、第1期には後楽園ホールで、第2期には日本各地の公会堂で行われていた。

## 放送時間
いずれも日本標準時。

### きらめく王冠
- 金曜 19:00 - 19:30 （1964年10月30日 - 1964年11月27日）

### 歌う王冠（第1期）
- 金曜 19:30 - 20:00 （1964年12月4日 - 1965年3月26日）
- 水曜 19:00 - 19:30 （1965年4月7日 - 1965年7月28日）

### 歌う王冠（第2期）
- 金曜 19:00 - 19:30 （1966年10月7日 - 1967年9月29日）
- 水曜 19:00 - 19:30 （1967年10月4日 - 1968年9月25日）
- 火曜 19:00 - 19:30 （1968年10月1日 - 1969年9月30日） - 1969年4月1日からは『歌う王冠 チータとバカボン』、同年7月29日からは『チータ 歌う王冠』と題して放送。

## 提供
第1期の金曜時代には花王石鹸（現・花王）の一社提供で、水曜への移動後には日本レイヨン（現・ユニチカ）の一社提供で放送。第2期は基本的にピアス化粧品の一社提供で放送されていたが、一時期味覚糖も参入していたことがある。